# Dr. Quinn, Medicine Woman
Dr. Quinn, Medicine Woman is een Amerikaanse dramaserie die op de Amerikaanse tv werd uitgezonden van 1993 tot 1998. De serie speelt zich af in het Amerikaanse Wilde Westen. De hoofdrol werd vertolkt door Jane Seymour.

## Verhaal
De serie begint in het jaar 1867. Michaela Quinn, een rijke vrouwelijke arts uit Boston, reist na de dood van haar vader, Josef Quinn, naar het kleine plaatsje Colorado Springs om daar een eigen praktijk op te zetten.
Met behulp van de ruige Byron Sully en een vrouw genaamd Charlotte Cooper leert ze zich aan te passen aan haar nieuwe omgeving. Charlotte wordt al snel gebeten door een ratelslang, en sterft aan de gevolgen. Na haar dood neemt Quinn de zorg over Charlottes drie kinderen, Matthew, Colleen en Brian, op zich. Ze begint tevens een relatie met Sully.
Een terugkerend thema is dat Quinn de dorpelingen moet overtuigen van haar kunnen als arts.

## Achtergrond
Dr. Quinn stond vooral bekend om het grote aantal acteurs. De serie sneed geregeld onderwerpen aan die ook vandaag de dag nog relevant waren, zoals de rol van iemands geslacht en huidskleur in de maatschappij.
Jane Seymour kreeg op het laatste moment de rol van Michaela Quinn. De dag voor de productie begon, kreeg ze het scenario voor de serie te zien. Volgens eigen zeggen werd ze diep geraakt door het verhaal en tekende ze meteen voor de rol.
De proefaflevering werd opgenomen in 1992 en uitgezonden op 1 januari 1993. De aflevering werd zo gemaakt dat hij ook als op zichzelf staande televisiefilm kon worden gezien. De proefaflevering sloeg aan en de serie kreeg groen licht.
De vele bijpersonages in de serie kregen allemaal de kans hun eigen karakter te ontwikkelen, en suggesties te geven aan de schrijvers.
Er vonden geregeld wijzigingen plaats onder de acteurs. De meest prominente was halverwege seizoen 3, toen de rol van Colleen Cooper overging van Erika Flores naar Jessica Bowman. Ook het verhaal onderging enige veranderingen, die niet altijd in goede aarde vielen bij de fans.
In 1998 werd de serie vrij onverwacht stopgezet, tot grote woede van veel kijkers. Er werden petities opgezet om de serie te redden, maar die haalden niks uit. De exacte reden dat de serie werd stopgezet is niet bekend, maar mogelijk had het te maken met het feit dat CBS afstand wilde doen van haar familievriendelijke programmering.

## Rolverdeling
| Acteur           | Personage                        |
| ---------------- | -------------------------------- |
| Jane Seymour     | Dr. Michaela 'Mike' Quinn        |
| Joe Lando        | Byron Sully                      |
| Shawn Toovey     | Brian Cooper                     |
| Chad Allen       | Matthew Cooper                   |
| Erica Flores     | Colleen Cooper (seizoen 1 t/m 3) |
| Jessica Bowman   | Colleen Cooper (vanaf seizoen 3) |
| Orson Bean       | Loren Bray                       |
| Jim Knobeloch    | Jake Slicker                     |
| Frank Collison   | Horace Bing                      |
| William Shockley | Hank Lawson                      |
| Geoffrey Lower   | Rev. Timothy Johnson             |

## Films
Nadat de serie was stopgezet, werden er nog twee films gemaakt:
- Dr. Quinn: The Movie (1999)
- Dr. Quinn: The Heart Within (2001)

## Boek
Meerdere boeken zijn gebaseerd op de reeks. Sommige werden in Nederland uitgegeven. Geschreven door Dorothy Laudan en anderen.
1. Dr. Quinn (1995)
2. De stem van het hart (1995)
3. Tussen twee werelden (1996)
4. Zoektocht naar liefde (1996)
5. In voor- en tegenspoed (1996)
6. Het verhaal van Sully en Abigail (1997)
7. Een vrouw gaat haar weg (1998)
8. Een nieuw leven (1998)
9. Een tijd van verwachting (1999)
10. Buffeljacht (1997)
11. Dodelijk water (1997)
12. Het geheim (1997)
13. De macht van de liefde (1998)

## Verwijzingen
1. ↑  www.boekbeschrijvingen.nl
2. ↑  amazonaws.com